# Futbol'nyj Klub Tom' 2013-2014
Questa voce contiene dati e statistiche per la stagione 2013-2014 del Tom' Tomsk.

## Stagione
Terminato il campionato al tredicesimo posto, fu costretto a disputare i play-off contro l'Ufa: dopo la sonora sconfitta dell'andata (5-1), la rimonta si fermò sul 3-1 che sancì la retrocessione.
In Coppa, superò ai sedicesimi di finale il Gazovik Orenburg in trasferta ai supplementari; agli ottavi superò il turno battendo in casa il Tjumen'. Il cammino si fermò ai quarti di finale a causa della sconfitta ai rigori nella gara casalinga contro il Luč Vladivostok.

## Rosa
| N. |                        | Ruolo | Calciatore        |
| -- | ---------------------- | ----- | ----------------- |
| 1  | Montenegro (bandiera)  | P     | Mladen Božović    |
| 3  | Russia (bandiera)      | D     | Aleksej Aravin    |
| 4  | Russia (bandiera)      | C     | Evgenij Baškirov  |
| 6  | Romania (bandiera)     | D     | Gabriel Mureșan   |
| 7  | Russia (bandiera)      | C     | Valerij Sorokin   |
| 8  | Russia (bandiera)      | A     | Nikita Baženov    |
| 9  | Russia (bandiera)      | A     | Igor' Portnjagin  |
| 10 | Russia (bandiera)      | A     | Pavel Golyšev     |
| 11 | Russia (bandiera)      | C     | Pavel Ignatovič   |
| 13 | Bielorussia (bandiera) | C     | Pavel Njachajčyk  |
| 14 | Russia (bandiera)      | C     | Aleksandr Čerevko |
| 15 | Russia (bandiera)      | C     | Vladimir Kisenkov |
| 17 | Stati Uniti (bandiera) | A     | Eugene Starikov   |
| 18 | Rep. Ceca (bandiera)   | P     | Petr Vašek        |

| N. |                        | Ruolo | Calciatore                |
| -- | ---------------------- | ----- | ------------------------- |
| 20 | Bulgaria (bandiera)    | D     | Živko Milanov             |
| 22 | Bielorussia (bandiera) | D     | Maksim Bardačoŭ           |
| 25 | Moldavia (bandiera)    | P     | Ilie Cebanu               |
| 29 | Rep. Ceca (bandiera)   | A     | Jan Holenda               |
| 30 | Slovacchia (bandiera)  | D     | Kornel Saláta             |
| 33 | Russia (bandiera)      | D     | Vladimir Rykov            |
| 34 | Russia (bandiera)      | C     | Renat Sabitov             |
| 37 | Russia (bandiera)      | D     | Michail Komkov            |
| 52 | Rep. Ceca (bandiera)   | D     | Martin Jiránek (capitano) |
| 63 | Russia (bandiera)      | D     | Denis Terent'ev           |
| 77 | Ungheria (bandiera)    | C     | Ádám Pintér               |
| 83 | Russia (bandiera)      | C     | Sultan Aksanov            |
| 88 | Russia (bandiera)      | A     | Kirill Pančenko           |
|    | Russia (bandiera)      | D     | Vladimir Kisenkov         |

## Risultati

### Prem'er-Liga
| Perm' 16 luglio 2013 1ª giornata | Amkar Perm' | 2 – 0 referto | Tom' Tomsk | Stadio Zvezda |

| Tomsk 20 luglio 2013 2ª giornata | Tom' Tomsk | 1 – 2 referto | Kuban' | Trud Stadium |

| Rostov sul Don 27 luglio 2013 3ª giornata | Rostov | 3 – 0 referto | Tom' Tomsk | Stadio Olimp-2 |

| Tomsk 3 agosto 2013 4ª giornata | Tom' Tomsk | 1 – 2 referto | Ural | Trud Stadium |

| Samara 18 agosto 2013 5ª giornata | Kryl'ja Sovetov Samara | 1 – 0 referto | Tom' Tomsk | Stadio Metallurg (Samara) |

| Tomsk 24 agosto 2013 6ª giornata | Tom' Tomsk | 1 – 2 referto | CSKA Mosca | Trud Stadium |

| Mosca 1º settembre 2013 7ª giornata | Spartak Mosca | 2 – 1 referto | Tom' Tomsk | Stadio Lokomotiv |

| Tomsk 15 settembre 2013 8ª giornata | Tom' Tomsk | 2 – 2 referto | Anži | Trud Stadium |

| Kazan' 22 settembre 2013 9ª giornata | Rubin | 1 – 2 referto | Tom' Tomsk | Stadio Centrale di Kazan' |

| Tomsk 26 settembre 2013 10ª giornata | Tom' Tomsk | 1 – 0 referto | Volga Nižnij Novgorod | Trud Stadium |

| Mosca 30 settembre 2013 11ª giornata | Lokomotiv Mosca | 0 – 0 referto | Tom' Tomsk | Stadio Lokomotiv |

| Tomsk 6 ottobre 2013 12ª giornata | Tom' Tomsk | 0 – 3 referto | Zenit San Pietroburgo | Trud Stadium |

| Krasnodar 19 ottobre 2013 13ª giornata | Krasnodar | 4 – 0 referto | Tom' Tomsk | Stadio Kuban' |

| Tomsk 26 ottobre 2013 14ª giornata | Tom' Tomsk | 0 – 0 referto | Terek Groznyj | Trud Stadium |

| Chimki 2 novembre 2013 15ª giornata | Dinamo Mosca | 1 – 0 referto | Tom' Tomsk | Stadio Rodina |

| Tomsk 9 novembre 2013 16ª giornata | Tom' Tomsk | 2 – 0 referto | Lokomotiv Mosca | Trud Stadium |

| Tomsk 23 novembre 2013 17ª giornata | Tom' Tomsk | 0 – 1 referto | Rubin | Trud Stadium |

| Kaspijsk 2 dicembre 2013 18ª giornata | Anži | 0 – 2 referto | Tom' Tomsk | Anži-Arena |

| Groznyj 8 dicembre 2013 19ª giornata | Terek Groznyj | 2 – 0 referto | Tom' Tomsk | Achmat-Arena |

| San Pietroburgo 9 marzo 2014 20ª giornata | Zenit San Pietroburgo | 0 – 0 referto | Tom' Tomsk | Stadio Petrovskij |

| Perm' 17 marzo 2014 21ª giornata | Tom' Tomsk | 1 – 1 referto | Krasnodar | Stadio Zvezda |

| Nižnij Novgorod 22 marzo 2014 22ª giornata | Volga Nižnij Novgorod | 0 – 1 referto | Tom' Tomsk | Stadio Lokomotiv |

| Tomsk 30 marzo 2014 23ª giornata | Tom' Tomsk | 1 – 3 referto | Dinamo Mosca | Trud Stadium |

| Krasnodar 4 aprile 2014 24ª giornata | Kuban' | 2 – 0 referto | Tom' Tomsk | Stadio Kuban' |

| Tomsk 12 aprile 2014 25ª giornata | Tom' Tomsk | 0 – 0 referto | Amkar Perm' | Trud Stadium |

| Tomsk 19 aprile 2014 26ª giornata | Tom' Tomsk | 2 – 0 referto | Kryl'ja Sovetov Samara | Trud Stadium |

| Ekaterinburg 26 aprile 2014 27ª giornata | Ural | 0 – 0 referto | Tom' Tomsk | Stadio Centrale di Kazan' |

| Tomsk 3 maggio 2014 28ª giornata | Tom' Tomsk | 2 – 1 referto | Spartak Mosca | Trud Stadium |

| Chimki 11 maggio 2014 29ª giornata | CSKA Mosca | 2 – 0 referto | Tom' Tomsk | Arena Chimki |

| Tomsk 15 maggio 2014 30ª giornata | Tom' Tomsk | 3 – 2 referto | Rostov | Trud Stadium |

### Play-off
| Ufa 18 maggio 2014 Andata | Ufa | 5 – 1 referto | Tom' Tomsk | SDK FSO Dinamo RB |

| Tomsk 22 maggio 2014 Ritorno | Tom' Tomsk | 3 – 1 referto | Ufa | Trud Stadium |

### Kubok Rossii
| Orenburg 30 ottobre 2013 Sedicesimi di finale | Gazovik Orenburg | 0 – 1 (d.t.s.) referto | Tom' Tomsk | Stadio Gazovik |

| Tomsk 13 marzo 2014 Ottavi di finale | Tom' Tomsk | 2 – 1 referto | Tjumen' | Trud Stadium |

| Novosibirsk 26 marzo 2014 Quarti di finale   | Tom' Tomsk           | 1 – 1 (d.t.s.) referto | Luč-Ėnergija | Spartak Stadium |
| \| \| \| \| \| \| Tiri di rigore 1 – 2 \| \| |                      |                        |              |                 |
|                                              |                      |                        |              |                 |
|                                              | Tiri di rigore 1 – 2 |                        |              |                 |